# قبة إمام الدور
قبة إمام الدور هو ضريحًا سنيًا يقع على 20 كيلومتر (12 ميل) شمال سامراء، في محافظة صلاح الدين بالعراق. اكتمل في ق. 1085 م، في عهد العقيليين، دُمر الضريح من قبل تنظيم الدولة الإسلامية في العراق والشام في 23 أكتوبر 2014.

## تاريخ
يعود تاريخ الضريح إلى القرن الحادي عشر، وكان يُدار في البداية من قِبل البلاط السلجوقي، الذي كان مؤسسة سنية في الأساس. وكان مهندس الضريح هو أبو شاكر بن أبي الفرج. وكان المبنى من بين العديد من الأعمال التي أمر الحاجب أبو جعفر محمد بإكمالها. واكتمل بناء الضريح في النهاية قبل عام 1094م. وكان الضريح أقدم مثال مؤرخ لمبنى استخدم قبة مقرنصة. وكان الوصي القانوني، أو المتولي، على الضريح هو القاضي مؤنس بن حمدان، الذي خلفه في هذا الدور حسن بن رافع.
في وقت ما، بني مسجد بجوار الضريح، ولكن الضريح فقط هو الذي كان موجودًا في الصور الفوتوغرافية التي التقطها المسافرون في القرن العشرين.

## بنيان
يقع ضريح الإمام دور في مكان مسور. مبنى الضريح عبارة عن هيكل مكعب الشكل يعلوه قبة مقرنصة. كانت قاعدة قبة المقرنصات عبارة عن مكعب طويل مدعم بأعمدة، واحدة في كل زاوية، مصنوعة من الطوب المحروق. زينت أعمال الطوب البنائي كل عمود وشريط في أعلى القاعدة. كانت قبة المقرنصات تعلو المكعب وترتكز على أسطوانة طويلة مثمنة الشكل. يتكون غلاف القبة من ثلاث أسطوانات مثمنة الشكل أضيق بشكل متزايد، كل منها يدور قليلاً لتكوين تأثير حلزوني. في الجزء العلوي من كل أسطوانة كانت قبة على شكل قبة.
يُدخل إلى حجرة القبر عبر باب على الجانب الشمالي من المبنى. وتتميز من الداخل بزخارف جصية، تتضمن صفوفًا من الأقواس المفصصة العمياء. أما الجزء الداخلي من أعلى قبة مقرنصة، فهو مزخرف بزخارف خشنة.

### هوية الضريح
هوية الشخص المدفون متنازع عليها. ينص نقش على الجزء الخارجي من الضريح على أن المبنى هو تربة أو قبر لأبي عبد الله محمد الدرّي، أحد كبار علماء الدور وابن الإمام الشيعي السابع، موسى الكاظم. دُفن في عام 838 م. ينص نقش آخر على أن المدفون هو أمير العقيلة، شرف الدولة مسلم بن قريش الذي توفي في عام 1085 م.

## هدم عام 2014
فُجر مرقد الإمام الدرر من قبل تنظيم الدولة الإسلامية في العراق والشام في 23 أكتوبر 2014.